# Ester (namn)
Ester eller Esther är ett hebreiskt kvinnonamn som härstammar från det persiska ordet stara (ستاره) som betyder stjärna. En annan tolkning är att namnet kommer från den babyloniska kärleksgudinnan Ishtar. Det äldsta belägget för namnet i Sverige är redan från 1200-talet.
I Gamla Testamentet återfinns en bok vid namn Esters bok. 
Den 31 december 2014 fanns det totalt 16 961 kvinnor folkbokförda i Sverige med namnet Ester eller Esther, varav 6 715 bar det som tilltalsnamn.
Namnsdag i Sverige: 31 mars, namnsdag i Norge och Danmark: 24 maj (med i Iris i Norge). I den finlandssvenska namnsdagslängden har Ester namnsdag 16 maj sedan starten 1929, då en egen namnsdagskalender togs i bruk för finlandssvenskar.

## Personer med namnet Ester/Esther

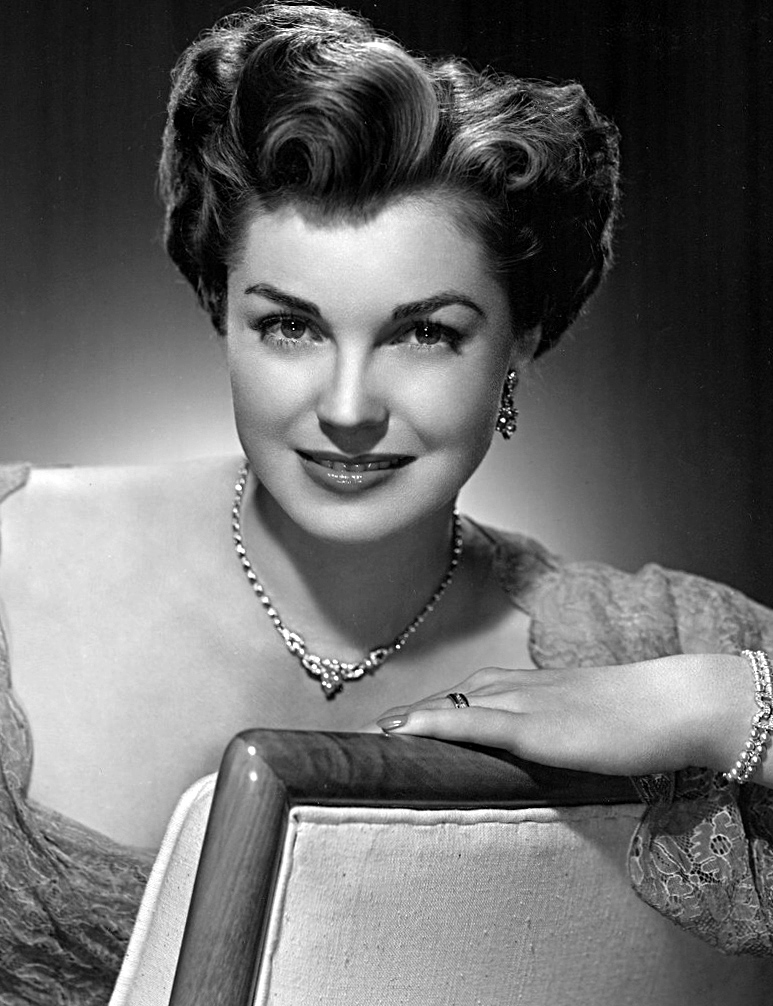
Esther Williams

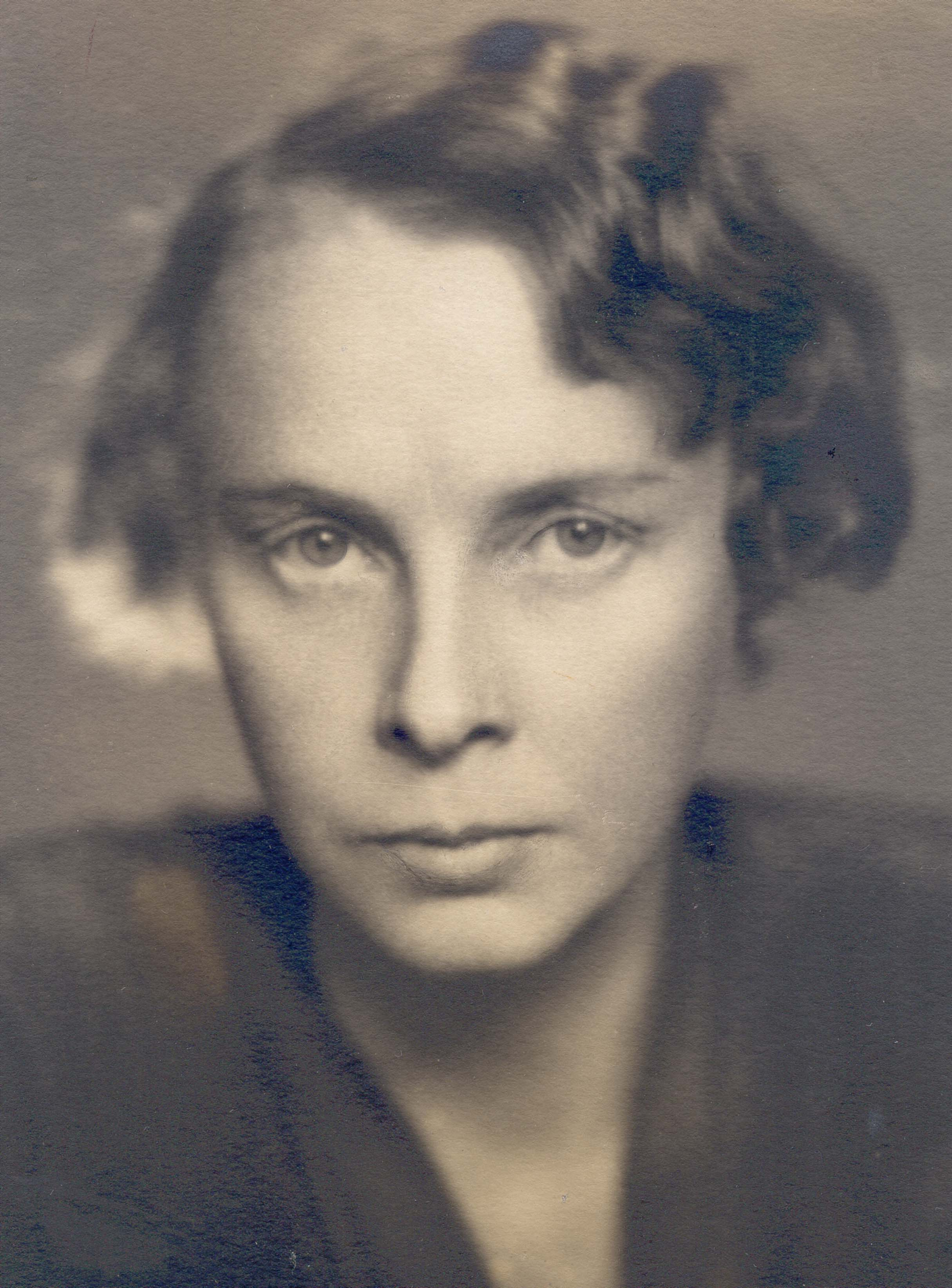
Ester Blenda Nordström

- Ester (biblisk person), hjältinna i Gamla testamentet
- Esther Bodin-Karpe, svensk musiker
- Ester Boserup, dansk ekonom och författare
- Esther Brand, sydafrikansk friidrottare
- Esther Charlotte Brandes, tysk skådespelare och operasångerska
- Ester Callersten, svensk sångtextförfattare
- Ester Cullblom, svensk författare
- Esther Duflo, fransk-amerikansk nationalekonom, mottagare av Sveriges Riksbanks pris i ekonomisk vetenskap till Alfred Nobels minne 2019
- Ester Ellqvist, svensk konstnär
- Ester Estéry, svensk operettsångare
- Esther Gadelius, svensk sångerska
- Esther Gehlin, svensk-dansk konstnär
- Ester Göthson, svensk skådespelare
- Esther Hart, nederländsk sångare
- Ester Helenius, finländsk målare
- Ester Henning, svensk konstnär
- Ester Hoxha, albansk sångare
- Esther Jones, amerikansk friidrottare
- Ester Julin, svensk skådespelare, regissör och manusförfattare
- Esther Kjerner, svensk konstnär
- Ester Larsen, dansk politiker och fd minister
- Ester Lillie, pseudonym för författaren Emil Kléen
- Ester Lindin, svensk författare
- Ester Lindstedt-Staaf, svensk politiker (kd)
- Ester Lutteman, svensk teolog
- Esther Malling Pedersen, dansk redaktör, författare och politiker
- Ester Blenda Nordström, svensk journalist och författare
- Esther Ofarim, israelisk sångare
- Ester Ringnér-Lundgren, svensk författare
- Ester Roeck-Hansen, svensk skådespelare
- Ester Roxberg, svensk författare
- Ester Salminen, svensk författare
- Esther Salmson, svensk konstnär
- Ester Selander, svensk skådespelare
- Ester Textorius, svensk skådespelare
- Esther Verhoef, nederländsk författare
- Esther Williams, amerikansk skådespelare och simmare